# Leichtathletik-Weltmeisterschaften 2023/Teilnehmer (Philippinen)
| Goldmedaillen | Silbermedaillen | Bronzemedaillen |
| ------------- | --------------- | --------------- |
| –             | 1               | –               |

Der Leichtathletikverband der Philippinen nahm an den Leichtathletik-Weltmeisterschaften 2023 in Budapest teil. Eine Athletin und zwei Athleten wurden vom philippinischen Verband nominiert.

## Medaillengewinner
| Medaille | Athletin           | Disziplin      |
| -------- | ------------------ | -------------- |
| Silber   | Ernest John Obiena | Stabhochsprung |

## Ergebnisse

### Männer

#### Laufdisziplinen
| Athlet    | Disziplin    | Vorlauf | Vorlauf | Halbfinale | Halbfinale | Finale | Finale |
| Athlet    | Disziplin    | Zeit    | Platz   | Zeit       | Platz      | Zeit   | Platz  |
| --------- | ------------ | ------- | ------- | ---------- | ---------- | ------ | ------ |
| Eric Cray | 400 m Hürden | 50,27 s | 07      | DNQ        | DNQ        | –      | –      |

#### Sprung/Wurf
| Athlet             | Disziplin      | Qualifikation | Qualifikation | Finale     | Finale |
| Athlet             | Disziplin      | Weite/Höhe    | Platz         | Weite/Höhe | Platz  |
| ------------------ | -------------- | ------------- | ------------- | ---------- | ------ |
| Ernest John Obiena | Stabhochsprung | 5,75 m        | 01            | 6,00 m AR  | Silber |

### Frauen

#### Laufdisziplinen
| Athletin    | Disziplin    | Vorlauf | Vorlauf | Halbfinale | Halbfinale | Finale | Finale |
| Athletin    | Disziplin    | Zeit    | Platz   | Zeit       | Platz      | Zeit   | Platz  |
| ----------- | ------------ | ------- | ------- | ---------- | ---------- | ------ | ------ |
| Robyn Brown | 400 m Hürden | 56,83 s | 07      | DNQ        | DNQ        | –      | –      |